# 宁远小檗
宁远小檗（学名：Berberis valida）为小檗科小檗属下的一个种。

## 扩展阅读
- 維基物種上的相關：宁远小檗